# Koszerne
Koszerne – podatek pośredni płacony w okresie porozbiorowym przez ludność żydowską od konsumpcji mięsa koszernego, pochodzącego z uboju rytualnego. 
Wprowadzony w Królestwie Galicji i Lodomerii w 1784 w ramach reform józefińskich, do 1816 roku kilkakrotnie zmieniany i podwyższany, zniesiony w 1848 roku. W Księstwie Warszawskim wprowadzony w 1809 przez Sejm, później pobierany jako stała opłata od rodzin żydowskich (pogłówne). Utrzymany w Królestwie Polskim, przynosił skarbowi przeciętnie 1,5 mln zł rocznie w latach 1815–1830. Zniesiony przez Aleksandra Wielopolskiego w 1862 roku. 